# سیارک ۸۳۲۹
سیارک ۸۳۲۹ (به انگلیسی: 8329 Speckman، نامگذاری:1982FP3) هشت هزار و سیصد و بیست و نهمین سیارک کشف شده‌است که در ۲۲ مارس ۱۹۸۲ کشف شد.
قدر مطلق سیارک برابر ۴۶.۷ است.